# آل نهیان
آل نهیان، یکی از ۶ خانواده سلطنتی امارات متحده عربی است، که بعنوان حاکمان ابوظبی شناخته می‌شوند. این خانواده شاخه‌ای از خاندان آل‌فلاحی، از قبیله بنی‌یاس است و جد آنها شخصی بنام نهیان بن فلاح می‌باشد. قبیله بنی‌یاس در حدود قرن ۱۶ میلادی از منطقه نجد واقع در شبه جزیره عربستان به سمت سواحل خلیج فارس مهاجرت کردند و در حوالی منطقه واحه لیوا مستقر شدند.
در سال ۱۶۴۵ هنگامی که ناصر بن مرشد آل‌یارابی بخش اعظم از خاک عمان را متحد کرد، اختلاف بین او و رهبر قبیله بنی‌یاس؛ شیخ صقر بن فلاح، به جنگ میان آنها انجامید و با شکست بنی‌یاس، اتحاد میان ۱۳ طایفه زیرمجموعه بنی‌یاس همچون؛ آل‌فلاحی (جد خاندان آل نهیان) آل‌سویدی و آل‌فلاسفی (جد خاندان آل مکتوم؛ امیر دبی) گسسته شد. در سال ۱۷۶۱ گروه‌هایی از بنی‌یاس پس از کشف آب شیرین، از جزیره الظفره به ابوظبی مهاجرت کردند و اولین امارت به رهبری دیاب بن عیسی بن نهیان آل نهیان در این منطقه، تشکیل شد. امروزه خاندان آل نهیان همچنان بر ابوظبی حکمرانی می‌کنند و بزرگ این خاندان همچنین رئیس امارات متحده عربی بشمار می‌آید.